# Pole-Position Magazine
 (juin 2014).
Pole-Position Magazine est un magazine et un site web d'actualité automobile et sport automobile publié par les Éditions Pole-Position et distribué sur le marché francophone canadien.

## Fiche technique
- Périodicité : 8 fois par an
- Genre : actualité du sport automobile international et national
- Ville d’édition : Montréal
- Rédacteur en chef : Philippe Brasseur
- (ISSN 1484-057X)

## Historique
Pole-Position Magazine a été créé en août 1990 par le journaliste Philippe Brasseur.
Il est aujourd’hui le seul magazine québécois entièrement consacré à l’automobile, ses nouvelles technologies et plus particulièrement le sport automobile.

## Mission
Le magazine aborde principalement l’actualité nord-américaine du sport automobile, les épreuves de type NASCAR, IndyCar Series, Grand Tourisme ainsi que les séries canadiennes et québécoises de circuit routier, rallye et stock-car. Pole-Position publie aussi des articles consacrés à la Formule 1, des interviews de pilotes, ainsi que des chroniques de pilotes, principalement québécois.
Pole-Position s’applique à présenter une vision nord-américaine francophone des événements, séries et concurrents évoluant dans le monde du sport automobile. Les essais de voitures de route à vocation sportive ainsi que les sujets vulgarisant les nouvelles technologies de l’industrie automobile sont également abordés.

## Anecdotes
- Jacques Villeneuve, champion du monde de Formule 1 1997, avait signé le tout premier éditorial de Pole-Position (1990). Il disputait alors le Championnat d'Italie de Formule 3.
- Philippe Brasseur, fondateur et rédacteur en chef du magazine, a reçu trois fois le prix de l’Association canadienne de Rallye pour les meilleurs reportages sur le rallye.
- Le centième numéro de Pole-Position est paru en 2005.
- Le premier chroniqueur international du magazine fut Damon Hill en 1995.
- Le magazine organise annuellement durant l’hiver les compétitions de karting Les 4 Heures Pole-Position et L’Enduro des Champions (course de 6 heures) destinée à regrouper les pilotes québécois venus de toutes les disciplines de sport automobile.
- Marie-Lyse Tremblay, la première femme-pilote à avoir évolué dans la série canadienne Coupe Toyota (2005-06-07) est également journaliste au magazine Pole-Position.